# Lygephila fonti
Lygephila fonti is een vlinder uit de familie van de spinneruilen (Erebidae). De wetenschappelijke naam van de soort is voor het eerst geldig gepubliceerd in 1990 door Yela & Calle.
Deze nachtvlinder komt voor in Europa.